# Bullrun

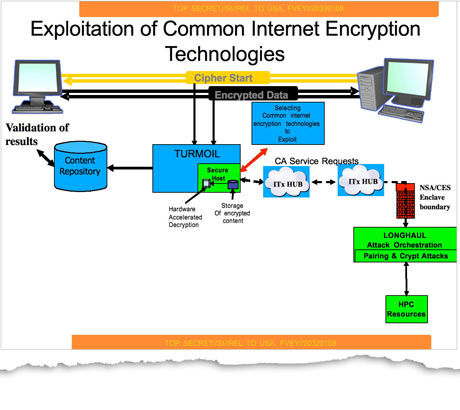
Bullrun-Exploração da tecnologia de criptografia da Internet pela NSA

Bullrun (Programa de decriptografia) é um programa secreto da NSA cujo objetivo é decriptografar qualquer mensagem, burlando a segurança e quebrando as diversas tecnologias de criptografia usadas em redes de comunicação.
Foi autorizado pelo Executivo do governo americano através de Ordem Executiva, sem passar pelo Congresso.
Seu correspondente britânico é o programa Edgehill, do Serviço Britânico GCHQ. O GCHQ e a NSA trabalham em conjunto em diversas áreas para atingir seus objetivos e obter o domínio das chaves de usadas pelos diversos sistemas de segurança de comunicações.

## Revelação do programa
A existência do Bullrun foi revelada em 5 de setembro de 2013, com base nos documentos da NSA expostos por Edward Snowden
Uma série de detalhes técnicos sobre o programa encontrado nos documentos do Snowden foram censurados pela imprensa americana, a pedido de funcionários da inteligência dos Estados Unidos.
A EFF, em 9 de setembro de 2013, publicou detalhada análise técnica do Bullrun bem como questões que ao ver dos especialistas em criptografia precisam ser esclarecidos uma vez que o Bullrun compromete a internet como um todo, afetando a todos os usúarios sem permitir que qualquer proteção seja efetivamente funcional.
No Brasil o Technet publicou detalhes do programa em 6 de setembro de 2013. Em 7 de setembro de 2013
Também o Carta Maior publicou artigo detalhado sobre o Bullrun em 7 de setembro de 2013.

## Métodos
Temendo a ampla adoção de criptografia, o NSA tomou a atitude de influenciar furtivamente e enfraquecer os padrões de criptografia junto as organizações responsáveis pelos padrões. Obteve ainda chaves-mestras, quer por acordo, por força de lei, ou por exploração das rede de computadores, hacking as redes. A NSA também se utiliza de hardware para decriptografia acelerado para efetuar ataques de força bruta.
Em 2013, seguindo as revelações de Edward Snowden, o The Guardian e o The New York Timesrevelaram que o National Institute of Standards and Technology (NIST). permitiu que a NSA acrescentasse ao padrão NIST SP 800-90, um gerador de números pseudo-aleatórios chamado Dual EC DRBG, que cria uma backdoor que permite que a NSA possa decifrar secretamente material que foi criptografado com a ajuda deste gerador de números pseudo-aleatórios inserido no padrão NIST SP 800-90
Os relatórios revelados mostram que NSA trabalhou secretamente para obter a sua própria versão de SP 800-90 aprovado para uso em todo o mundo em 2006. Os documentos afirma "Eventualmente , a NSA se tornou o único editor" do padrão aprovado pelo NIST.  Os relatórios confirmam as suspeitas levantadas por criptógrafos, em 2007,de que a NSA tinha secretamente colocado uma backdoor na norma.
De acordo com o New York Times: "Em 2006, a NSA havia quebrado a segurança das comunicações de três companhias aéreas estrangeiras, um sistema de reserva de viagens, um departamento nuclear de governo estrangeiro e de outro serviço de Internet, cracking as redes privadas virtuais que os protegiam.